# Castello di Barone Canavese
Il castello di Barone Canavese è un antico castello situato a Barone Canavese in Piemonte.

## Storia
Il castello risale al medioevo, ma venne ricostruito nelle sue attuali forme barocche nel XVIII secolo per volontà della famiglia Valperga. I lavori, iniziati nel 1772 e completatisi nel 1774, vennero affidati all'architetto Costanzo Michela di Agliè, già collaboratore dello Juvarra; sembrerebbe però che solo una parte del progetto iniziale sia stata realizzata, probabilmente per mancanza di fondi.
L'edificio è stato restaurato dall'ingegnere Paolo Derossi negli anni 50 ed è tuttora di proprietà della famiglia Derossi.

## Descrizione
Il castello sorge in posizione panoramica su di una collina sovrastante il paese di Barone Canavese. Le facciate, rivestite in cotto, ripropongono i canoni estetici del barocco. Si sviluppa su tre piani, due dei quali collegati da una monumentale scala centrale di forma ellittica. Il piano centrale presenta un grande salone a pianta circolare dal quale si accede a tre sale a pianta quadrata; una di queste conserva intatto un bellissimo affresco settecentesco con caratteristiche decorazioni in cera.